# 科尔沁部
科尔沁部（穆麟德轉寫：korcin aiman）是明代中后期、清初蒙古旧部名，为与阿鲁科尔沁部区别，又称嫩科尔沁部，是最早与后金努尔哈赤结盟的蒙古部落。
明朝中后期，部落历经迁移，后金天聪年间，与扎赉特、東杜爾伯特、郭尔罗斯等部在哲里木山会盟，组成哲里木盟。划定以今内蒙古自治区东部的通辽市、兴安盟为中心的牧地。1990年，在内蒙古自治区200多万的蒙古族人口中，科尔沁部与阿鲁科尔沁部后裔约占70%。

## 历史
科尔沁部源于成吉思汗之弟拙赤合撒兒及其后裔所属部下。1491年时，科尔沁部参加达延汗统一东蒙古的战役。在哈撒儿后王治下，科尔沁部被编为一个万户，尊为“阿巴噶科尔沁”。
明朝嘉靖初年，科尔沁部首领奎蒙克塔斯哈喇带领部众从鄂嫩河、额尔古纳河流域迁徙至嫩江流域。占领扎赉特、杜尔伯特、郭尔罗斯部和锡伯、卦勒察、萨哈尔察等部部分，形成嫩科尔沁部，即后世通称的科尔沁部。此部是明末辽东边外地区强大的蒙古部落集团之一。
察哈尔部土蛮汗执政时期，科尔沁部臣服于察哈尔部。现代研究者认为，在初期他们与土蛮汗“仅仅是暂时的军事联盟而已，甚至土蛮汗曾用兵攻打者儿得部众。到了1575年，土蛮汗与科尔沁诸酋之间的关系明显缓和”。1583年，土蛮汗率领科尔沁部、速把亥诸子十余万骑，“声欲略广宁、辽沈、开原、铁岭”。研究者认为，他们在此时已臣服于察哈尔部。明万历初年，科尔沁部驻牧于开原、铁岭西北边外地区。扯赤掯的儿子翁果岱、者儿得的儿子土门儿（清朝译图美）为科尔沁部首领。在此期间，科尔沁部与明朝互市。1588年，曾与翁果岱一同入明境劫略的内喀尔喀首领煖兔、扎鲁特部以儿邓对其部进行攻击。翁果岱、土门儿“避居混同江”，即嫩江与混同江汇合之外。
翁果岱等避居混同江后，逐步控制海西女真北部地区，因与此女真诸部关系更为密切。建州女真的努尔哈赤崛起后，翁果岱与海西女真诸联盟，参加古勒山之战，战败。1608年，再度败于努尔哈赤。后与努尔哈赤通好。翁果岱死后，其子奥巴成为科尔沁部首领。明天启四年（1624年），奥巴与察哈尔部林丹汗失和，率部投奔努尔哈赤，为最早归附清王朝的蒙古部落。
而自翁果岱的族兄弟——莽古斯、明安、孔果尔三兄弟一代起，科尔沁部即不断与清皇室联姻，关系密切。努尔哈赤、皇太极、顺治帝的多个妃子，包括孝端文皇后、孝莊文皇后等均出于此部。清末将领僧格林沁、起义军首领嘎达梅林等都是科尔沁蒙古人。满洲人认识藏傳佛教也与科尔沁蒙古人有关，而他们也几乎世代与清代满族贵族通婚。
清崇德元年（1636年），科尔沁部所属编为五旗。後与扎赉特、杜尔伯特、郭尔罗斯前后两旗共十旗形成最早举行盟会的三个盟之一，康熙四十九年（1710年）起会盟于哲里木山（在今兴安盟科尔沁右翼中旗境），哲里木盟始建。而随着清廷在1630年代划定科尔沁部牧地，哲里木盟十旗的牧地固定于约今内蒙古自治区通辽市、黑龙江省杜尔伯特蒙古族自治县以及吉林省前郭尔罗斯蒙古族自治县等地。

## 备注
1. ↑  奎蒙克塔斯哈喇在明代汉文史料中被称为“魁猛可”、“魁猛磕”[2]。他是孝庄文皇后的五世祖。
2. 1 2  者儿得是科尔沁部首领之一，或译“者儿忒”，这里是汉文史料中的称呼，研究者指出他是奎蒙克塔斯哈喇的子孙。当时科尔沁部最高首领是“扯赤掯”（清朝译齐齐克），是奎蒙克塔斯哈喇长孙，孝庄文皇后的曾祖父纳穆赛为其兄弟[2]。
3. ↑  内喀尔喀首领之一。
4. ↑  顺治年间增加一旗，共六个扎萨克旗，包括科尔沁左右两翼，各前中后三旗。

## 延伸阅读
[在维基数据编辑]
 《清史稿/卷518》，出自趙爾巽《清史稿》